# Coppa Intercontinentale (India)
La Coppa Intercontinentale, conosciuta anche come Hero Intercontinental Cup per ragioni di sponsorizzazione, è un torneo calcistico riservato a squadre nazionali e organizzato dalla Federazione calcistica dell'India. La competizione è stata istituita nel 2018 e ha preso il posto della Coppa Nehru.

## Albo d'oro
| Anno          | Città ospitante    | Vincitore      | Secondo    | Terzo         | Quarto        |
| ------------- | ------------------ | -------------- | ---------- | ------------- | ------------- |
| 2018 Dettagli | Mumbai, India      | India          | Kenya      | Nuova Zelanda | Taipei cinese |
| 2019 Dettagli | Ahmedabad, India   | Corea del Nord | Tagikistan | Siria         | India         |
| 2023 Dettagli | Bhubaneswar, India | India          | Libano     | Vanuatu       | Mongolia      |
| 2024 Dettagli | Hyderabad, India   | Siria          | Mauritius  | India         | -             |

## Statistiche

### Vittorie per nazionale
| Vittorie | Nazionale      | Anni vittorie |
| -------- | -------------- | ------------- |
| 2        | India          | 2018, 2023    |
| 1        | Corea del Nord | 2019          |
| 1        | Siria          | 2024          |